# Hyde Park Corner (metrostation)
Hyde Park Corner is een station van de metro van Londen aan de Piccadilly Line dat werd geopend op 15 december 1906. Het is een van de weinige metrostations zonder bovengrondse gebouwen, de toegang bevindt zich in de voetgangerstunnels onder  het kruispunt bij Hyde Park Corner.

## Aanleg
Het station werd eind 1906 geopend door de Great Northern, Piccadilly and Brompton Railway (GNP&BR), de latere Piccadilly Line. De GNP&BR was een samenvoeging van de London United Railway en de Piccadilly and City Railway, die in 1902 ontstond nadat het Parlement als voorwaarde stelde dat  de volledige lijn tussen Hammersmith en Finsbury Park als één project moest worden aangelegd. Het bedrijf was een dochterbedrijf van UERL en het stationsgebouw aan Knightsbridge werd dan ook gebouwd volgens het standaardontwerp van Leslie Green, de huisarchitect van UERL.
Zoals gebruikelijk voor de Eerste Wereldoorlog werden de reizigers tussen het bovengrondse stationsgebouw en de perrons met liften vervoerd. Op ongeveer 20 meter diepte loopt een voetgangerstunnel tussen de onderkant van de liften en de trappen tussen de voetgangerstunnels en de perrons enige meters lager. De perrons liggen haaks op de voetgangerstunnel onder de westelijke inrit van de Piccadilly underpass. Het stationsgebouw ligt ongeveer 120 meter ten westen van Hyde Park Corner aan de zuidkant van Knightsbridge. Het is duidelijk herkenbaar door de gevel van bloedrode geglazuurde tegels en de bogen met ramen op de eerste verdieping. Het ontwerp is gebouwd als staalskelet zodat er verdiepingen opgebouwd kunnen worden. In dit geval werd vrijwel meteen het Park View Hotel boven het station gerealiseerd.    

## Ombouw
In 1929 was de verlenging van de Piccadilly Line aan de orde en om de totale reistijd binnen de perken te houden werden negen stations, waaronder Hyde Park Corner, voorgedragen voor sluiting. De keuze viel in dit geval op Down Street en niet op Hyde Park Corner dat vervolgens werd omgebouwd met roltrappen ter vervanging van de liften. Omdat roltrappen niet verticaal maar diagonaal lopen was een verplaatsing van het stationsgebouw vrijwel onvermijdelijk. De nieuwe stationshal werd ondergronds gebouwd onder Hyde Park Corner en kwam zodoende ook geografisch bij het naamgevende plein. 

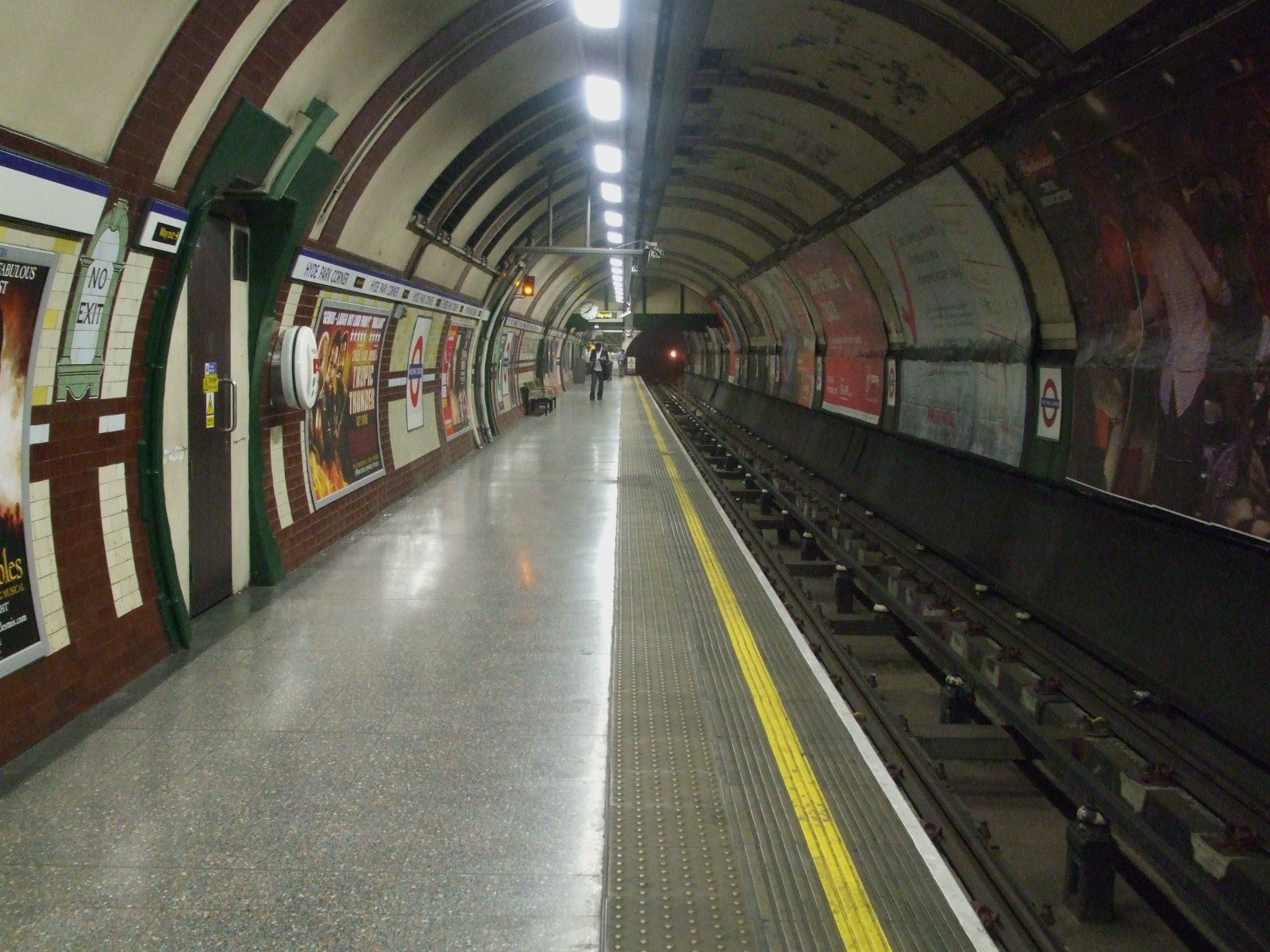
Het zuidelijke perron voor de metro's naar het westen
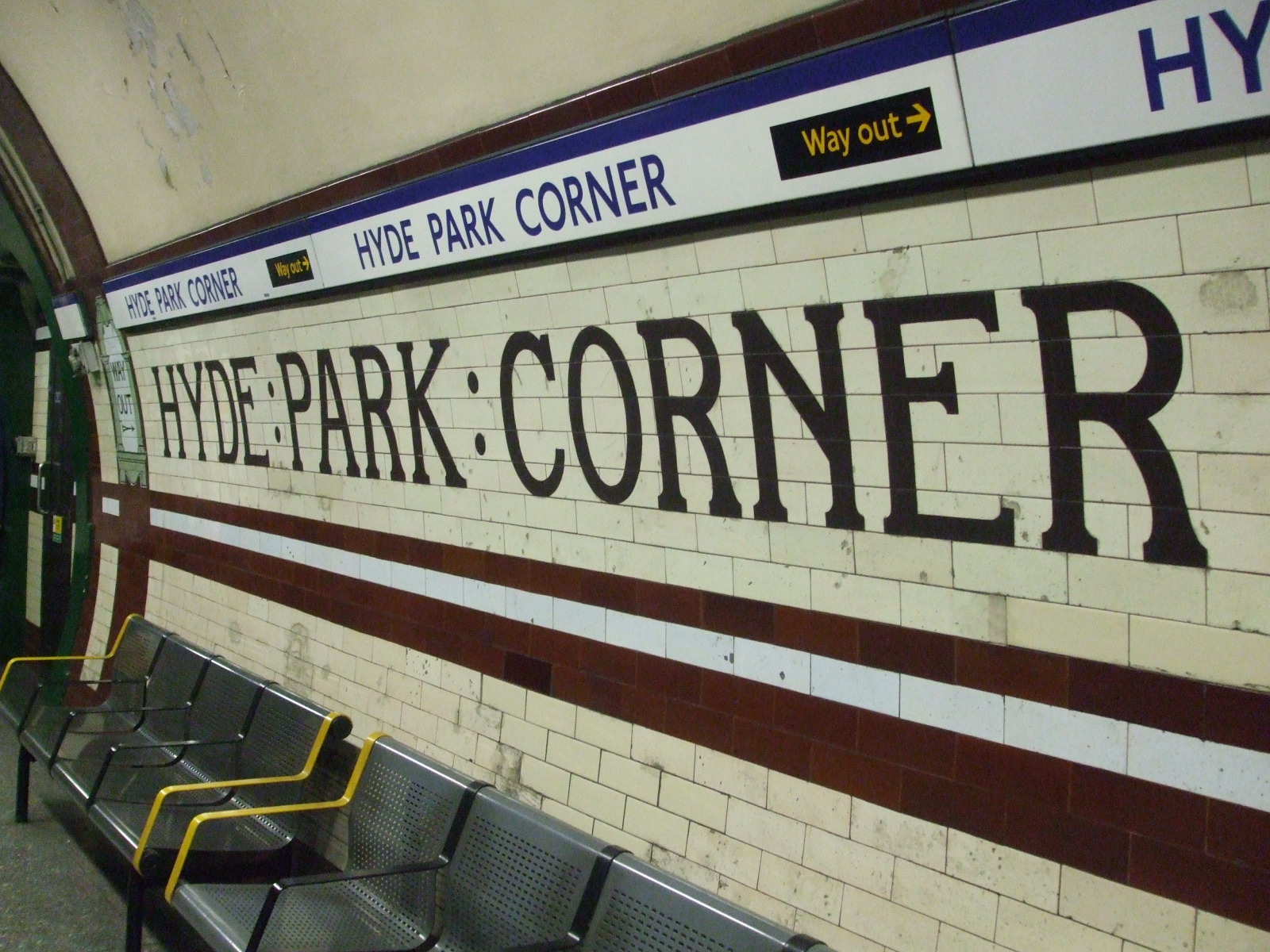
Het tegelwerk uit 1906 langs het perron
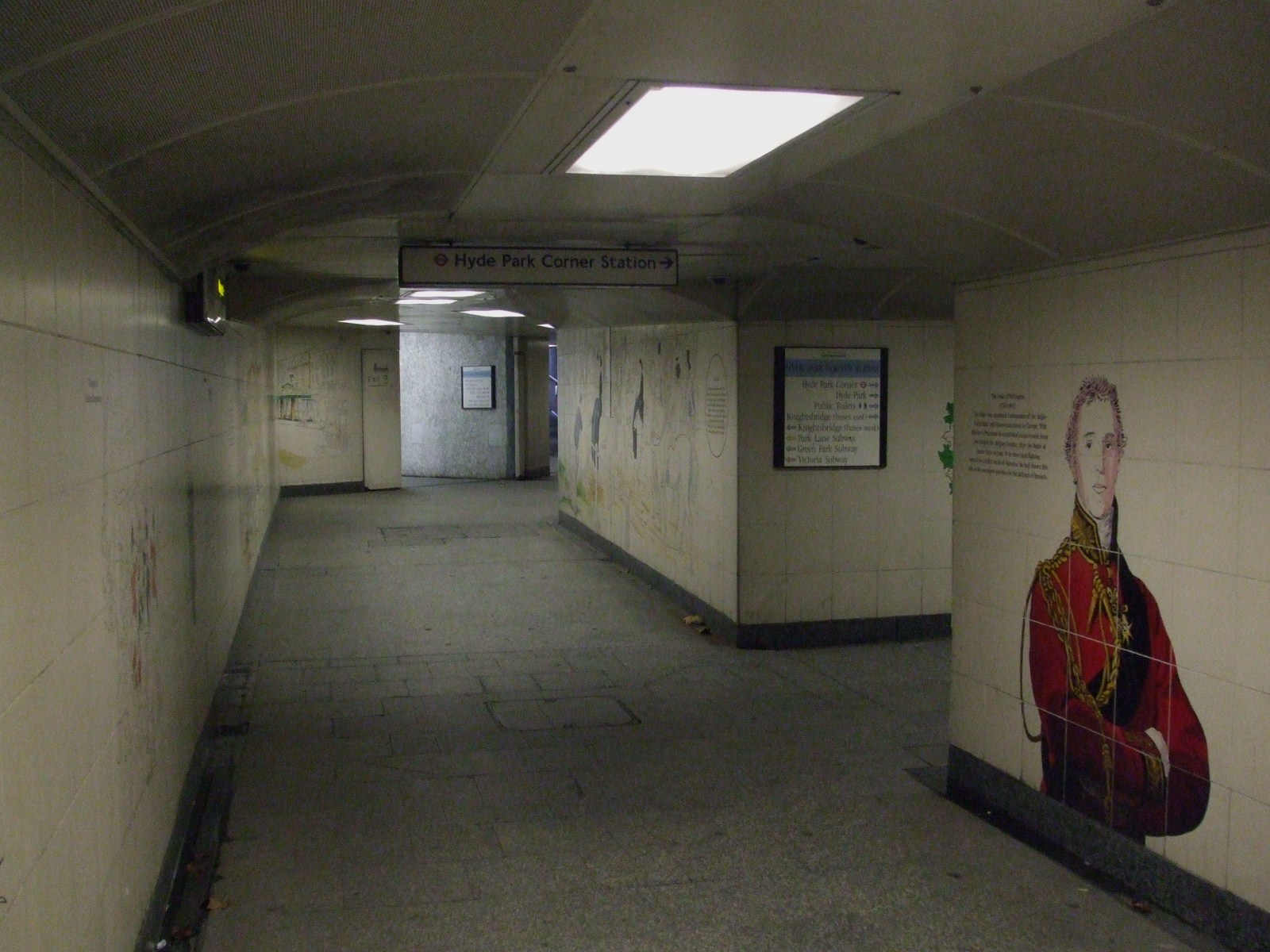
Wellington in de tunnel vanaf Wellington Monument

Deze hal ligt ten oosten van de perrons en ook ongeveer 120 meter ten oosten van de oorspronkelijke ingang. Vanaf de straat is de hal bereikbaar via vijf ingangen die met voetgangerstunnels zijn verbonden met de stationshal. Achter de toegangspoortjes is de hal met drie roltrappen verbonden met de oostkop van de perrons. De ombouw van het station was op 23 mei 1932 gereed en Down Street alsmede het oorspronkelijke stationsgebouw werden toen gesloten. De liftkokers aldaar zijn vervolgens gebruikt als ventilatieschachten en de wenteltrap als nooduitgang. In 1932 had de ondergrondse stationshal vitrines in de wanden met een reeks diorama's over de geschiedenis van de Londense busvervoer, sommige schaalmodellen zijn bewaard gebleven in de LT Museum Collections. Ondergronds werd een keerspoor gebouwd tussen Down Street en Hyde Park Corner waar metro's uit het oosten kunnen keren, metro's uit het westen kunnen met een overloopwissel ten oosten van de perrons keren. Als het centrale deel van de Piccadilly Line gesloten is, zoals het geval was tijdens de aanslagen op 7 juli 2005, fungeert het station als eindpunt en wisselen de lege metrostellen van richting ten oosten van de perrons om vervolgens langs het andere perron terug te keren in het station.    

## Bovengronds
Het oorspronkelijke stationsgebouw was tot juni 2010 in gebruik als pizzarestaurant en sinds 14 december 2012 is het het Wellesley Hotel. Hyde Park Corner is het kruispunt waar Piccadilly, Knightsbridge, Park Lane, Constitution Hill en Grosvenor Place samenkomen bij de zuidoostpunt van Hyde Park.